# Drupadia praecox
Drupadia praecox är en fjärilsart som beskrevs av Cowan 1974. Drupadia praecox ingår i släktet Drupadia och familjen juvelvingar. Inga underarter finns listade i Catalogue of Life.